# Al-Walid II ibn Yazid II
al-Walid II ibn Yazid II, o più semplicemente, al-Walid II (706 – 17 aprile 744), fu il settimo califfo della linea marwanide degli Omayyadi.
Suo padre, Yazīd b. 'Abd al-Malik, lo nominò successore del califfo regnante, suo fratello Hishām.

## Biografia
Hisham disapprovava il comportamento del nipote, dedito più al vino, alla musica, alla poesia e all'architettura che alla lettura del Corano. Ricordato dalla tradizione islamica a lui avversa come "il bello" e "l'empio" (al-Fāsiq), al-Walīd II aveva grande forza fisica, uno spirito gaudente, se non addirittura libertino, amante dei piaceri della vita e delle donne. Anche a corte perseguì il suo stile di vita, circondandosi di compagnie contestate dai più severi censori della morale islamica, e trascorrendo i suoi giorni nei divertimenti. Si dilettava a comporre versi brevi, ma di notevole pregio letterario, che riguardavano il vino, l'amata schiava Salmā e l'odiato zio Hishām.
Quest'ultimo cercò di correggerlo, punì i suoi amici dissoluti e ridusse i suoi appannaggi. Pensò addirittura di cambiare la successione in favore di uno dei suoi figli, Maslama (m. 740). La famiglia, che vedeva però in Maslama un candidato assai discutibile – per via di una sua presunta omosessualità o per uno stile di vita parimenti dissoluto – non fu d'accordo e così, dopo essersi ritirato precauzionalmente ad al-Abraq (o al-Azraq), sulle rive del fiume al-Aghdaf, presso l'attuale città di ʿAmmān, al-Walīd succedette a Hishām subito dopo la sua morte, il 6 febbraio 743.

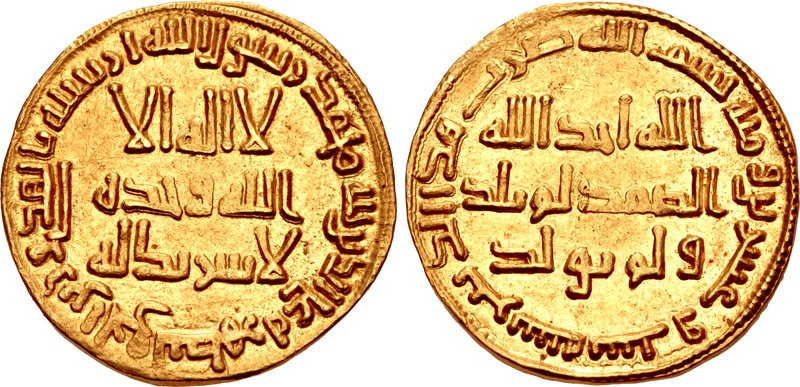
Dinar aureo del califfo al-Walīd II coniato nel 743

Il nuovo califfo non risiedette nella corte di Rusāfa in cui si era trasferito Hishām, ma preferì stabilirsi nella remota tenuta agricola di Najra, vicino a Quryatayn. Si recò a Damasco solo per ricevere la bayʿa (il giuramento con cui si riconosceva come legittimo il Califfo). Dilapidò le ricchezze accumulate dallo zio per soddisfare le aspettative popolari: incrementò gli stipendi dei militari siriani, provvide all'assistenza di infermi, fu estremamente generoso con i suoi ospiti, elargì profumi e vestiti a dame e bambini.
Si deve a lui la costruzione del Palazzo di Hisham, destinato a fungere da residenza invernale della famiglia, iniziato presumibilmente quando lo zio, il califfo Hishām b. ʿAbd al-Malik, era ancora in vita.
Determinato a vendicarsi dei suoi nemici che ne avevano contrastato la successione quando lo zio era ancora vivo, al-Walīd sequestrò le fortune di Hishām e arrestò i suoi parenti più stretti e i suoi collaboratori più fidati, tranne Maslama, che egli trattò sempre con affabilità.

Sulaymān b. Hishām fu bandito e imprigionato nell'Oman, per sventare possibili insurrezioni, viste le simpatie di cui godeva nell'esercito. I makhzumiti Ibrāhīm e Muḥammad, colpevoli di sostenere Maslama, furono messi alla gogna a Medina e torturati a morte a Kufa da Yūsuf b. ʿUmar al-Thaqafi, il nuovo governatore di Kufa.  I Banu Qaʿqaʿ furono privati del loro potere nel jund (circoscrizione militare) di Qinnasrin e abbandonati alla vendetta di Yazīd b. ʿUmar b. Hubayra.
Nominò governatore di Medina lo zio materno, Yūsuf b. Muḥammad b. Yūsuf al-Thaqafī. A Damasco nominò ʿAbd al-Malik, un suo parente materno legato ai Qaysiti. In Iraq e in Khurasān conservò al loro posto Yūsuf b. ʿUmar e Naṣr b. Sayyār. Tenne con sé anche Abrash al-Kalbī, che godeva della sua fiducia e che aveva tenuto quella stessa posizione sotto Hishām. Yūsuf b. ʿUmar spronò il califfo a vendicarsi di Khālid al-Qaṣrī, ex governatore iracheno di simpatie kalbite. Questi fu accusato di non aver giurato fedeltà ai due figli di al-Walīd e di ambiguità politica, perciò fu "venduto" per molti milioni di dirham e torturato a morte dal rivale Yūsuf b. ʿUmar.

Yūsuf corruppe Nasr b. Sayyār, resosi troppo indipendente, affinché lasciasse a lui il governo del Khurasān. Il califfo lo lasciò andare con le sue ricchezze e lo sostituì con Yahyā b. Zayd b. ʿAlī, poi ucciso e pubblicamente esposto.
Nel 743 Walīd II spedì una forza navale a Cipro per riportare i coloni arabi in Siria e costringerli a combattere contro i Bizantini. Conservò la stessa ostilità dello zio verso gli eretici qadariti e li esiliò nelle isole delle Dahlak, nel mar Rosso.
Tuttavia la sua politica filo-qaysita ed espansionistica generò forti opposizioni. Il contrasto fra Qaysiti e Qalbiti si riaprì. I Siriani mal sopportavano le lunghe campagne nei territori periferici e i pii musulmani e i kharigiti erano sempre più irritati dal suo comportamento, senza contare che ormai l'esercito qaysita rappresentava un potere alternativo a quello califfale. Si creò una coalizione contro di lui, formata da Kalbiti, tra cui Mansūr b. Jumhūr, – già insorto a causa della morte di Khālid al-Qasrī – i figli di quest'ultimo e alcuni principi omayyadi.

Questi furono esclusi dall'eredità e non interpellati dal califfo sull'eventuale successione dei suoi due figli minori avuti da una schiava, quindi teoricamente non eleggibili. Gli stessi B. ʿAbs, fra i Qaysiti, si schierarono contro di lui.
Appoggiarono il califfo i Bahrāniti, la famiglia di Sulaym b. Kaysān e i parenti sufyanidi, tra cui Abu Muhammad e ʿAbbās b. al-Walīd b. ʿAbd al-Malik.
Yazīd b. al-Walīd, cugino del califfo, si propose come successore e capo dell'opposizione familiare, pagò i suoi seguaci, nascose le armi nella principale moschea di Damasco e mise a capo del suo esercito il cugino ʿAbd al-ʿAzīz. Soltanto quando l'esercito nemico era in marcia, al-Walīd II si rifugiò nel castello di Bakhra. ʿAbbās fu catturato e costretto a impegnarsi in combattimento a favore di Yazīd. Il califfo combatté personalmente con coraggio insieme ad un piccolo esercito. Il venerdì 17 aprile del 744 fu ucciso mentre leggeva il Corano nel suo castello.
Un pezzo di pelle largo quanto una mano fu spedito all'erede di Khālid al-Qaṣrī, la sua testa a Yazīd, che la espose per un mese a Damasco. Il popolo insorse contro ʿAbbās e Abū Muhammad, considerati traditori, ma Sulaymān b. Hishām sedò la rivolta. Abū Muhammad, altri sufyanidi e i due figli di al-Walīd II furono imprigionati nella capitale. Le insurrezioni in Palestina furono presto placate. A questo punto divenne Califfo Yazīd III.
La morte di al-Walīd II segnò la rottura definitiva del califfato omayyade.